# Markalei mészárlások

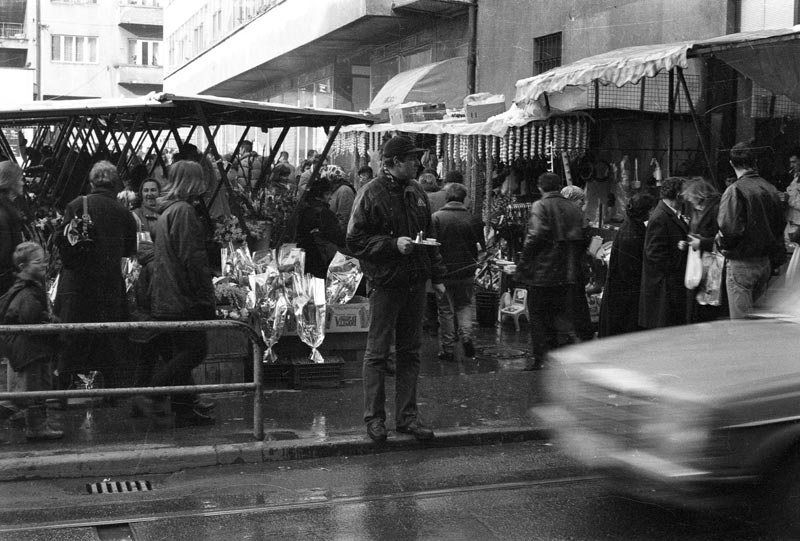
A Markale piactere 1997-ben

A markalei mészárlások két különböző aknavetős támadás volt, melyek közül legalább az egyiket a Boszniai Szerb Köztársaság hadserege (VRS) hajtotta végre Szarajevó ostroma idején a civil lakosság ellen a boszniai háború idején. A támadások Bosznia-Hercegovina fővárosának, Szarajevónak a történelmi magjában található Markale nevű piactéren történtek. Az első, 120 milliméteres aknavetőtől származó támadás 1994. február 5-én történt; 68 ember meghalt, további 144-en pedig megsebesültek. A második 1995. augusztus 28-án történt, amikor a Boszniai Szerb Köztársaság hadseregének öt aknavető lövedéke 43 embert ölt meg és 75 másikat megsebesített. Ez utóbbi támadás volt az állítólagos oka a NATO légicsapásoknak a boszniai szerb erők ellen, amelyek végül a daytoni békeszerződéshez és a boszniai háború végéhez vezettek.
A Boszniai Szerb Köztársaság hadseregének felelőssége az első támadásért vitatható, mivel a lövedékek kilövési helyének megállapítására irányuló vizsgálatok félreérthető eredményekhez vezettek. A szerb erők azt állították, hogy a bosnyák hadsereg valójában saját népét lőtte, hogy kiváltsa a nyugati országoknak az oldalukon történő beavatkozását. A volt Jugoszláviával foglalkozó nemzetközi büntetőtörvényszék (ICTY) Stanislav Galić 2006-os fellebbezési ügyének ítéletében foglalta össze a bizonyítékokat, és úgy ítélte meg, hogy az a következtetés, hogy a lövedékeket szerb erők által megszállt helyről lőtték ki, észszerű volt. Radovan Karadžić az ICTY előtti tárgyalása során megpróbálta ezt az állítást a védelmére felhasználni, de bűnösnek találták.

## Az első mészárlás

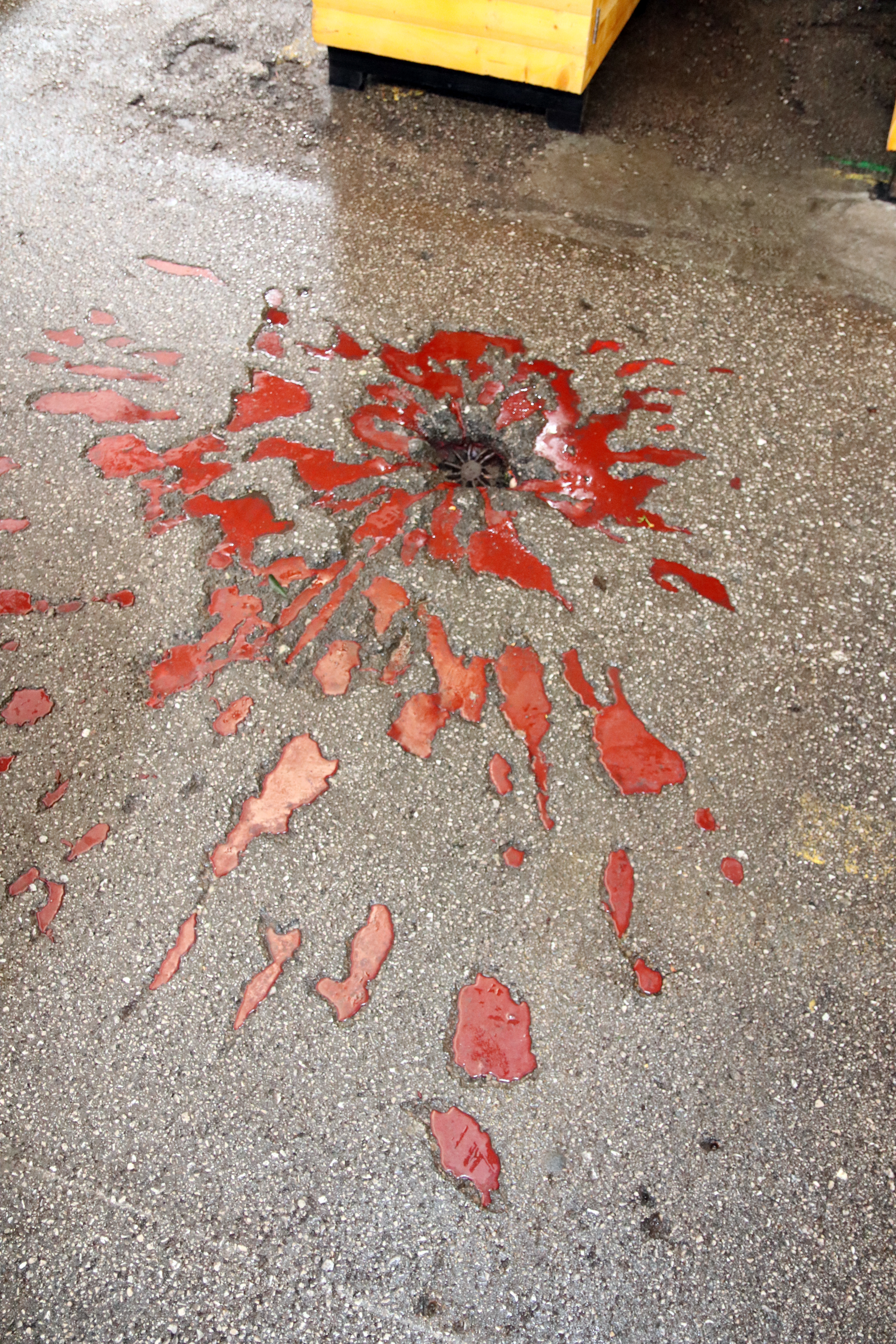
Az első mészárlás emléke a Markale kövezetén

Az első mészárlás 1994. február 5-én 12:10 és 12:15 között történt, amikor egy 120 milliméteres aknavető lövedék landolt a zsúfolt piactér közepén. A Boszniai Szerb Köztársaság hatóságai minden felelősséget elhárítottak, és azzal vádolták a boszniai kormányt, hogy saját népét lövette, hogy ezzel nemzetközi felháborodást szítsanak és kiprovokálják a NATO-beavatkozást. A számos polgári áldozaton a mentők és az Egyesült Nemzetek Szervezetének (ENSZ) munkatársai siettek segíteni, miközben az eseményről készült felvételek világszerte hamarosan megjelentek. Az eseménnyel kapcsolatos viták akkor kezdődtek, amikor az UNPROFOR első jelentése azt állította, hogy a lövedéket a boszniai kormányerők állásaiból lőtték ki. Michael Rose tábornok, az UNPROFOR brit vezetője emlékirataiban is leírta, hogy három nappal a robbanás után elmondta Jovan Divjak tábornoknak, az ARBiH erők helyettes parancsnokának, hogy a lövedéket bosnyák állásokból lőtték ki. Egy későbbi és mélyrehatóbb UNPROFOR-jelentés az eredeti megállapításokban számítási hibát észlelt. A hiba kijavításával az Egyesült Nemzetek Szervezete arra a következtetésre jutott, hogy lehetetlen megállapítani, melyik oldal lőtte ki a lövedéket. 2003 decemberében az ICTY Törvényszéke a Szarajevó ostromában részt vevő Stanislav Galić szerb tábornok elleni perben (amelyért emberiesség elleni bűncselekmények miatt életfogytiglani börtönbüntetésre ítélték) arra a következtetésre jutott, hogy a mészárlást a Szarajevó környékén állomásozó szerb erők követték el.

## A második mészárlás

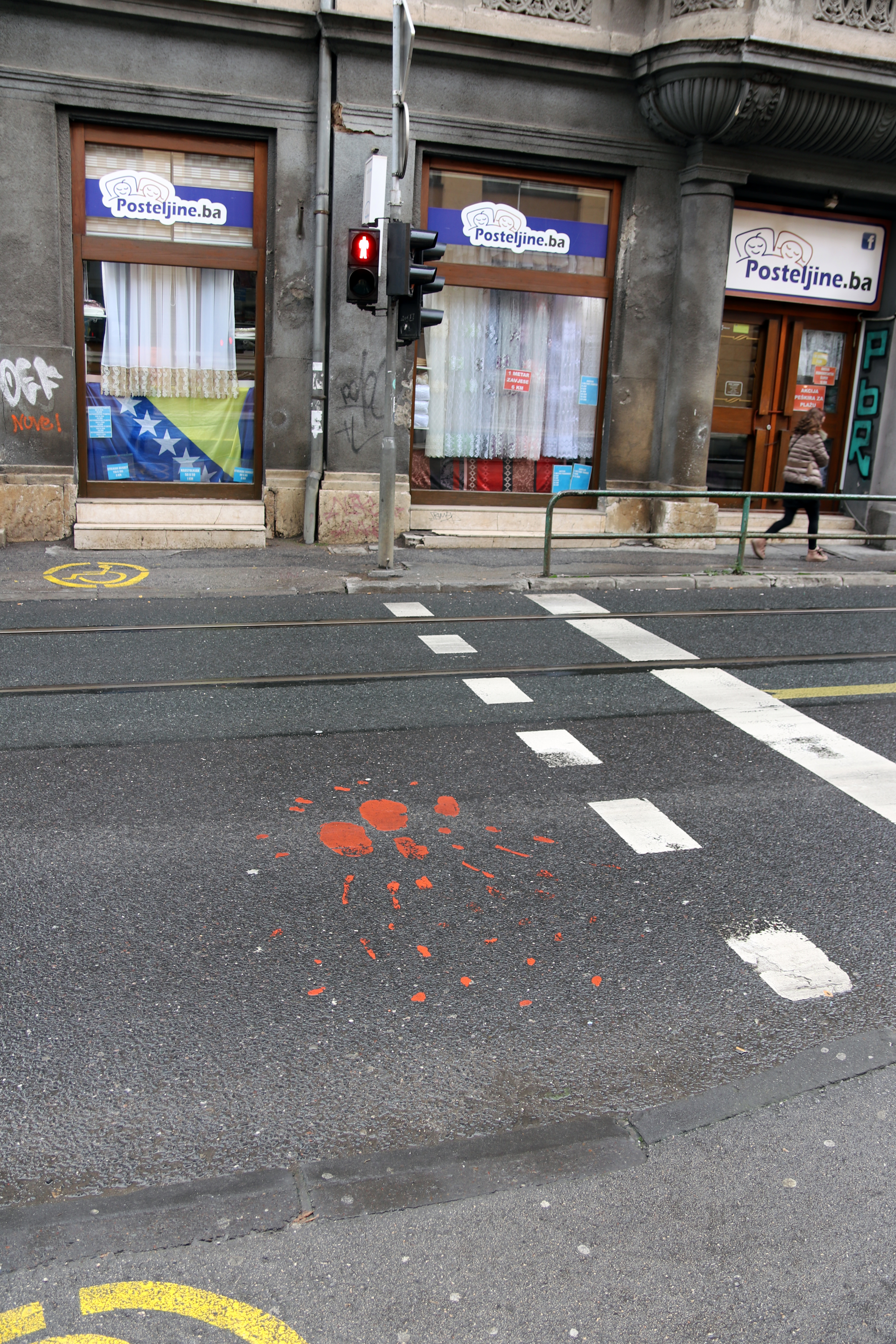
A második mészárlás helyének jelölése a Markale aszfaltján

A második mészárlásra körülbelül 18 hónappal később, 1995. augusztus 28-án 11:00 körül került sor. A boszniai szerb hatóságok néhány órával a támadás előtt előzetesen kifejezték szándékukat, hogy elfogadják Richard Holbrooke béketervét. Ebben a támadásban öt lövedéket lőttek ki, de az áldozatok száma kevesebb volt – 43 halott és 75 sebesült. A Boszniai Szerb Köztársaság hatóságai az 1994-es incidenshez hasonlóan minden felelősséget tagadtak, és azzal vádolták a boszniai kormányt, hogy saját népét bombázza, hogy ezzel nemzetközi felháborodást és esetleges beavatkozást provokáljon. Az Egyesült Nemzetek Közgyűlésének 1999-ben készített jelentésében az UNPROFOR egyértelműnek ítélte a bizonyítékokat: egy röviddel az esemény után készült bizalmas jelentés arra a következtetésre jutott, hogy mind az öt lövedéket a Boszniai Szerb Köztársaság hadserege lőtte ki. Az UNPROFOR vizsgálat megállapította, hogy „1995. augusztus 28-án 11 óra 10 perckor öt lövedék csapódott be a Markale piac közelében. Ezek közül különösen az egyik okozta a halálesetek, áldozatok és károk többségét.” Megállapították, hogy „az összes rendelkezésre álló adat elemzése után az a megállapítás született, hogy minden kétséget kizáróan a Markale piac elleni támadás során leadott aknavetős lövedékeket boszniai szerb területről lőtték ki.” Az UNPROFOR vizsgálat arra a következtetésre jutott, hogy „a bemutatott bizonyítékok alapján az öt aknavető tüzelési pozíciója a VRS területén volt, és valószínűleg 3000 és 5000 méter közötti távolságból, Lukavica területéről lőtték ki.” Amint a műszaki és időjárási feltételek lehetővé tették, és a szerb területen átutazó ENSZ-személyzet biztonsága biztosított volt, megkezdődött a Megfontolt Erő (Deliberate Force) hadművelet, a boszniai szerb erők elleni légihadjárat.
Ellentétben az UNPROFOR azon megállapításával, hogy a halálos lövedéket Lukavica irányából lőtték ki, a Dragomir Milošević-ügyben az ICTY bíróságát „a bosznia-hercegovinai rendőrség, az UNMO és az első UNPROFOR-vizsgálat bizonyítékai győzték meg, amelyek arra a következtetésre jutottak, hogy a tüzelés iránya 170 fok, vagyis a Trebevic-hegy volt, amely (boszniai szerb erők) VRS birtokában volt.”
A Momčilo Perišić-per második ICTY tárgyalása azt is megállapította, hogy „az aknavető lövedékeket a (boszniai szerb erők) VRS birtokában lévő területről, a Trebevic-hegy lejtőiről lőtték ki.” Andrej Demurenko ezredes, orosz állampolgár, azt állította. hogy az UNPROFOR kutatása hibás volt, mivel abból a következtetésből indult ki, hogy a lövedékeket boszniai szerb állásokból lőtték ki; és nem vizsgált más lehetőséget, hogy azonnal felkeresve a feltételezett aknavető helyeket, úgy találta volna, hogy egyiket sem lehet használni a lövedékek kilövésére. Demurenko arra a következtetésre jutott, hogy a boszniai szerb erőket hamisan hibáztatták a támadásért, hogy igazolják a NATO Szerbia elleni támadásait. 
David Harland, az ENSZ polgári ügyeinek egykori boszniai vezetője Dragomir Milošević tábornok az ICTY-perében azt állította, hogy ő a felelős annak a mítosznak a létrejöttéért, miszerint az UNPROFOR nem tudta megállapítani, ki lőtte ki a második mészárlást okozó aknavető lövedékeket. A több mint tíz éve fennmaradt mítosz Harland szerint Rupert Smith tábornok, az UNPROFOR parancsnokának „semleges kijelentése” miatt jött létre. A második Markale-támadás napján Smith tábornok kijelentette: „nem világos, hogy ki lőtte ki a lövedékeket”, bár akkor már birtokában volt az UNPROFOR hírszerző szolgálatának műszaki jelentése, amely minden kétséget kizáróan megállapította, hogy a Lukavicánál lévő VRS-állásokból lőtték ki őket. Harland maga tanácsolta azt Smith tábornoknak, hogy tegyen „semleges nyilatkozatot, nehogy megriassza a szerbeket, akiket figyelmeztetnének az állásaik elleni közelgő NATO légicsapásokra, ha ujjal mutogatna rájuk”, ami a VRS ellenőrzése alatt álló területen valamint az olyan helyeken, ahol kiszolgáltatottak lehettek a szerb erők megtorló támadásaival szemben, veszélyeztette volna az ENSZ-csapatok biztonságát.

## A háborús bűnösök felelősségre vonása

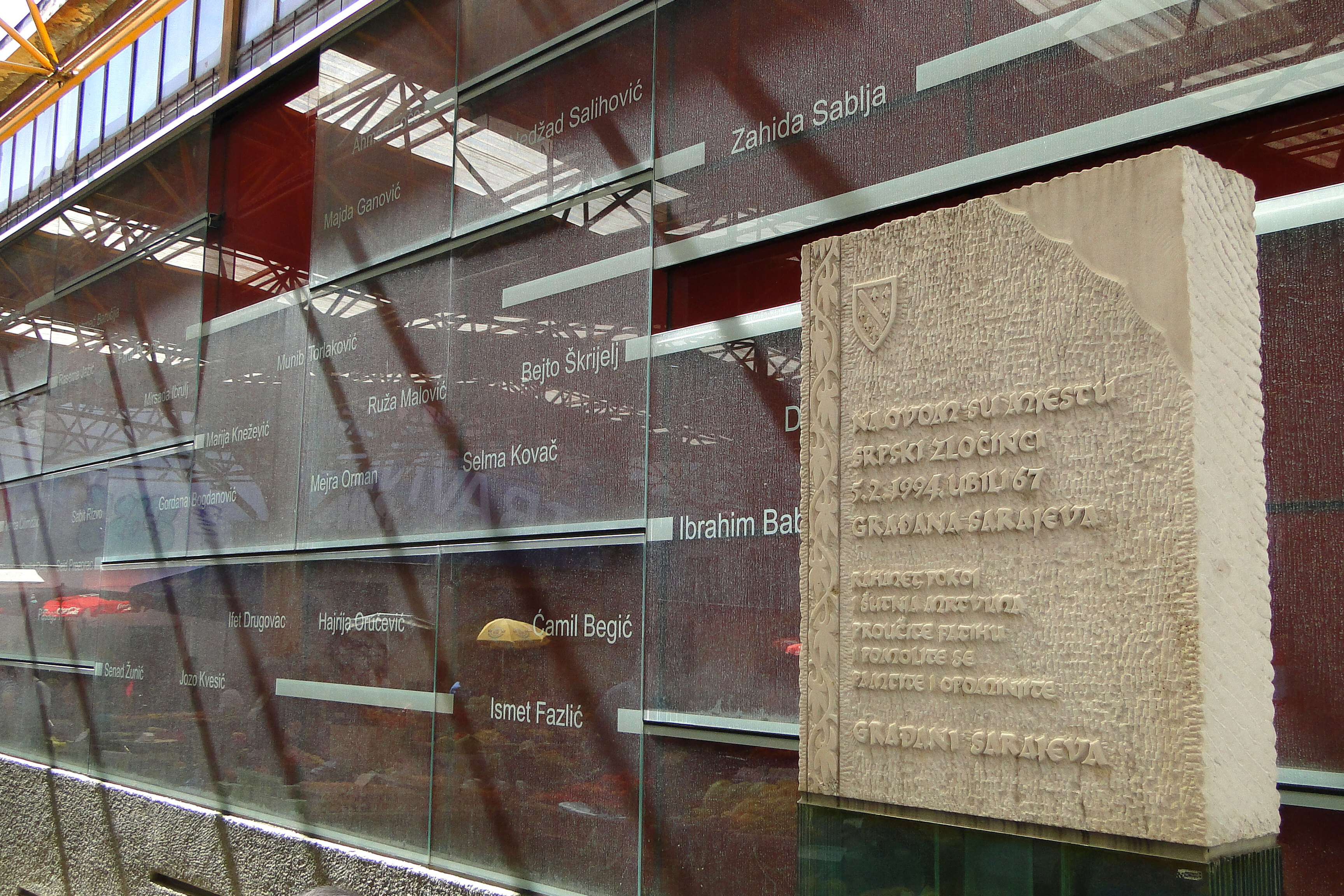
Az első markalei mészárlás emlékműve

2004 januárjában az ügyészek a Stanislav Galić boszniai szerb tábornok, a Sarajevo-Romanija hadtest parancsnoka ellen Szarajevó ostroma ügyében folytatott perben a bizonyítékok közé emeltek egy jelentést, amely Berko Zečević lőszerszakértő vallomását is tartalmazta. Zečević vizsgálata két kollégájával együttműködve összesen hat lehetséges helyet tárt fel, ahonnan az első markalei mészárlás lövedékét kilőhetették, ebből öt VRS, egy pedig ARBiH ellenőrzés alatt állt. A szóban forgó ARBiH helyszínt ekkor láthatták az UNPROFOR megfigyelői, akik arról számoltak be, hogy ebből a pozícióból nem lőttek ki lövedéket. Zečević arról is beszámolt, hogy a lövedék egyes alkatrészeit csak két hely egyikéről lehetett kilőni, mindkettő a Boszniai Szerb Köztársaság hadserege irányítása alatt állt. A bíróság végül minden kétséget kizáróan bűnösnek találja Galićot mind az öt ágyúzásban, amellyel beleértve markaleit is, az ügyészek megvádolták. Bár a nemzetközi média széles körben beszámolt róla, az Emberi Jogok Helsinki Bizottsága megjegyezte, hogy magában Szerbiában figyelmen kívül hagyták az ítéletet.
2007-ben Dragomir Milošević tábornokot, a Sarajevo-Romanja hadtest korábbi parancsnokát bűnösnek találták a Szarajevó és polgárai ellen 1994 augusztusától 1995 végéig tartó tüzérségi támadásban és a mesterlövészek terrorakcióiban, amiért 33 év börtönbüntetésre ítélték. A bírói testület arra a következtetésre jutott, hogy a Markale piacát 1995. augusztus 28-án a Sarajevo-Romanija hadtest állásaiból kilőtt 120 mm-es aknavető lövedék találta el. 2009-ben azonban az ICTY fellebbviteli tanácsa hatályon kívül helyezte Miloševićnek a Markale 1995. augusztus 28-iki ágyúzása miatti elítélését, mivel Milošević akkoriban Belgrádban volt kórházban, így tulajdonképpen a parancsnokhelyettesét, Čedomir Sladojét kellett felelősnek tekinteni az ágyúzásért. Momčilo Perišićet az ICTY fellebbviteli tanácsa 2013-ban felmentette.
Tim Judah szerint „a szerb érvelés groteszk volt, mivel azt akarták, hogy a világ elhiggye, hogy a több százezer lövedék közül, amelyeket kilőttek, egyik sem sértett meg soha senkit. Ahogy Miroslav Toholj, a regényíró, aki a Boszniai Szerb Köztársaság tájékoztatási minisztere lett, fogalmazott, „mi szerbek soha nem ölünk civileket.”
Jan Segers volt ENSZ-megfigyelő azt állítja, hogy az ENSZ-erők „szinte biztosak voltak” abban, hogy nem a szerbek a felelősek az 1994. februári támadásért. Pletykák keringtek egy árusbódé alá elhelyezett robbanóanyagról. John Russell volt ENSZ-tisztviselő, aki kráterelemzést végzett az 1994. februári helyszínen, a támadás éjszakáján azt írta a naplójába, hogy szerinte a boszniai hadsereg lőtte ki a lövedéket, de azt mondta, hogy végső soron lehetetlen meghatározni, hogy melyik oldal hajtotta végre a támadást.

## Fordítás
- Ez a szócikk részben vagy egészben  a   Markale massacres című angol Wikipédia-szócikk ezen változatának fordításán alapul.  Az eredeti cikk szerkesztőit annak laptörténete sorolja fel. Ez a jelzés csupán a megfogalmazás eredetét és a szerzői jogokat jelzi, nem szolgál a cikkben szereplő információk forrásmegjelöléseként.